# Kaivoksela
Kaivoksela (en suédois : Gruvsta) est un quartier de Vantaa en Finlande.
Kaivoksela est traversé par la route nationale 3, le quartier est bordé à  l'Est par le fleuve Vantaanjoki et à l'Ouest par le ru Mätäoja.

## Présentation

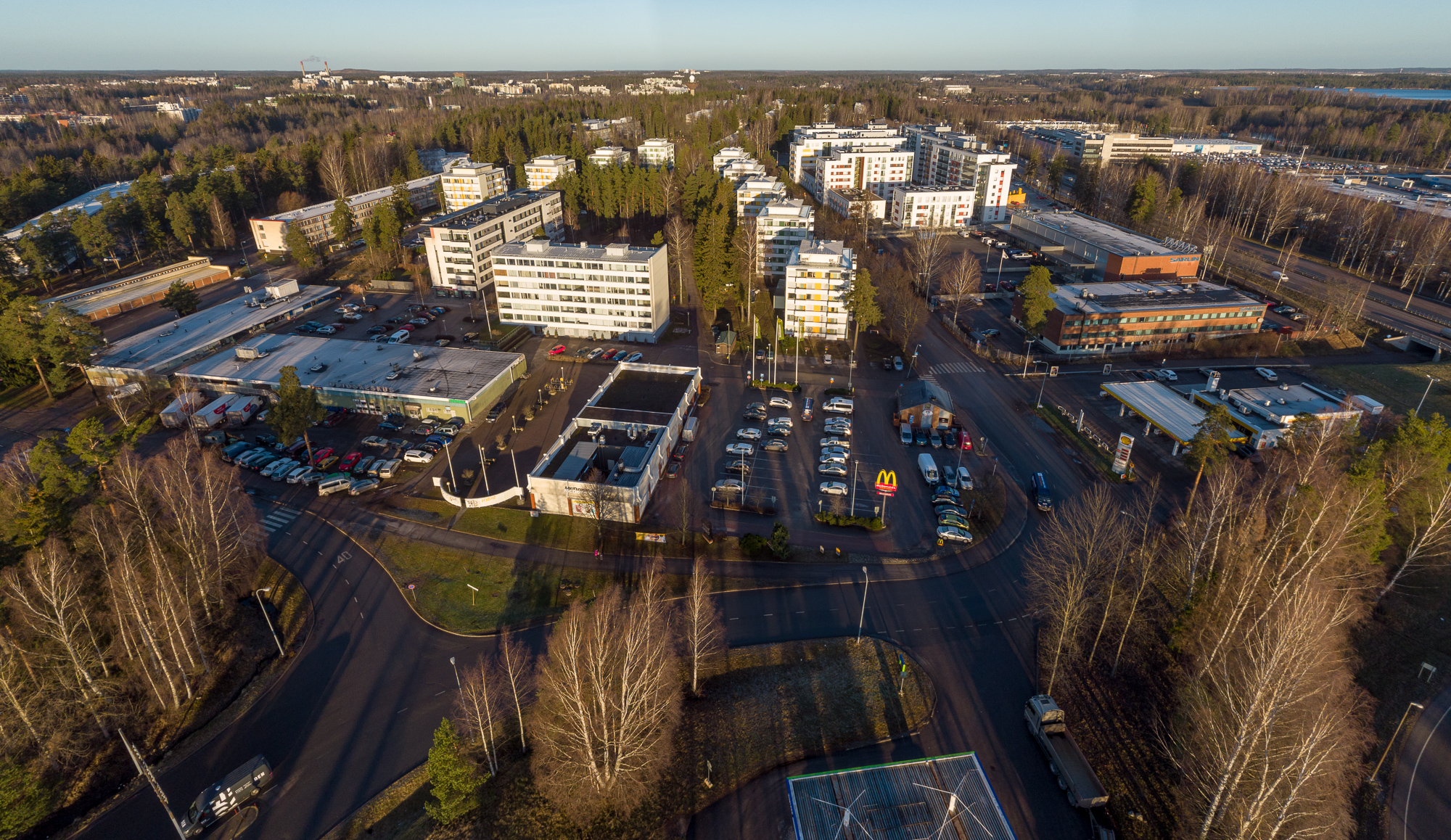
Quartier résidentiel de Kaivoksela au nord de la rue Vaskivuorentie

Le parc immobilier de Kaivoksela a été construit par vagues successives. 
Dans la partie ouest se trouve la plus ancienne zone d'immeubles residentiels de Vantaa, qui a été construite entre 1961 et 1965. 
La zone est spacieuse et se compose de petites tours et de rangées de maisons qui épousent la forme du terrain. 
Dans les années 1990, plusieurs nouveaux bâtiments à plusieurs étages et maisons individuelles ont été construites dans le sud de Kaivoksela. 
La zone Vaskipelto, située au sud de Vaskivuorentie a aussi beaucoup de nouveaux logements jusqu'à la limite d'Helsinki.
Des deux côtés de la Hämeenlinnanväylä se trouve une zone d'activité assez vaste avec, entre autres, de nombreux vendeurs de voitures.
La différence de hauteur entre les points les plus élevés (altitude de 54 m) et les plus bas (altitude de 18 m) est de 36 mètres. 
Les vallées du Vantaanjoki et du Mätäjoki bordent les parties est et ouest du quartier entre la zone de loisirs de Vaskivuori et plusieurs collines, dont l'une abrite le château d'eau avec son radar météorologique.

## Transports
Sur la Hämeenlinnanväylä se trouve l'arrêt de bus express Velotie, qui est utilisé par le trafic local de bus (bus 421 vers Martinlaakso et les lignes U vers Klaukkala et Nurmijärvi) et par le trafic de bus entre Helsinki, Hämeenlinna et Tampere.
L'arrêt Vaskivuori de la ligne runkolinja 560 est situé rue Vaskivuorentie.

## Galerie

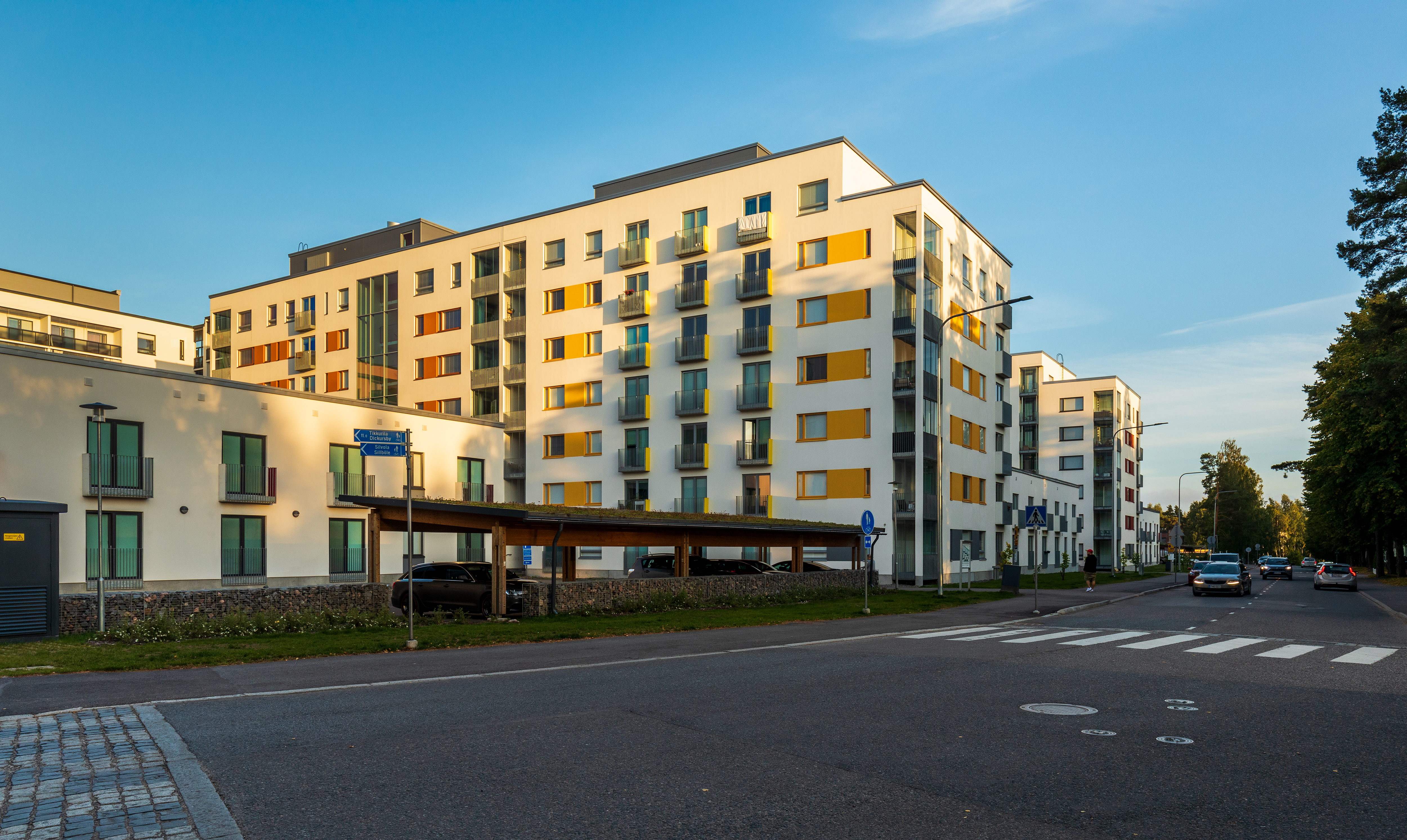
Kaivokselantie, Kaivoksela.
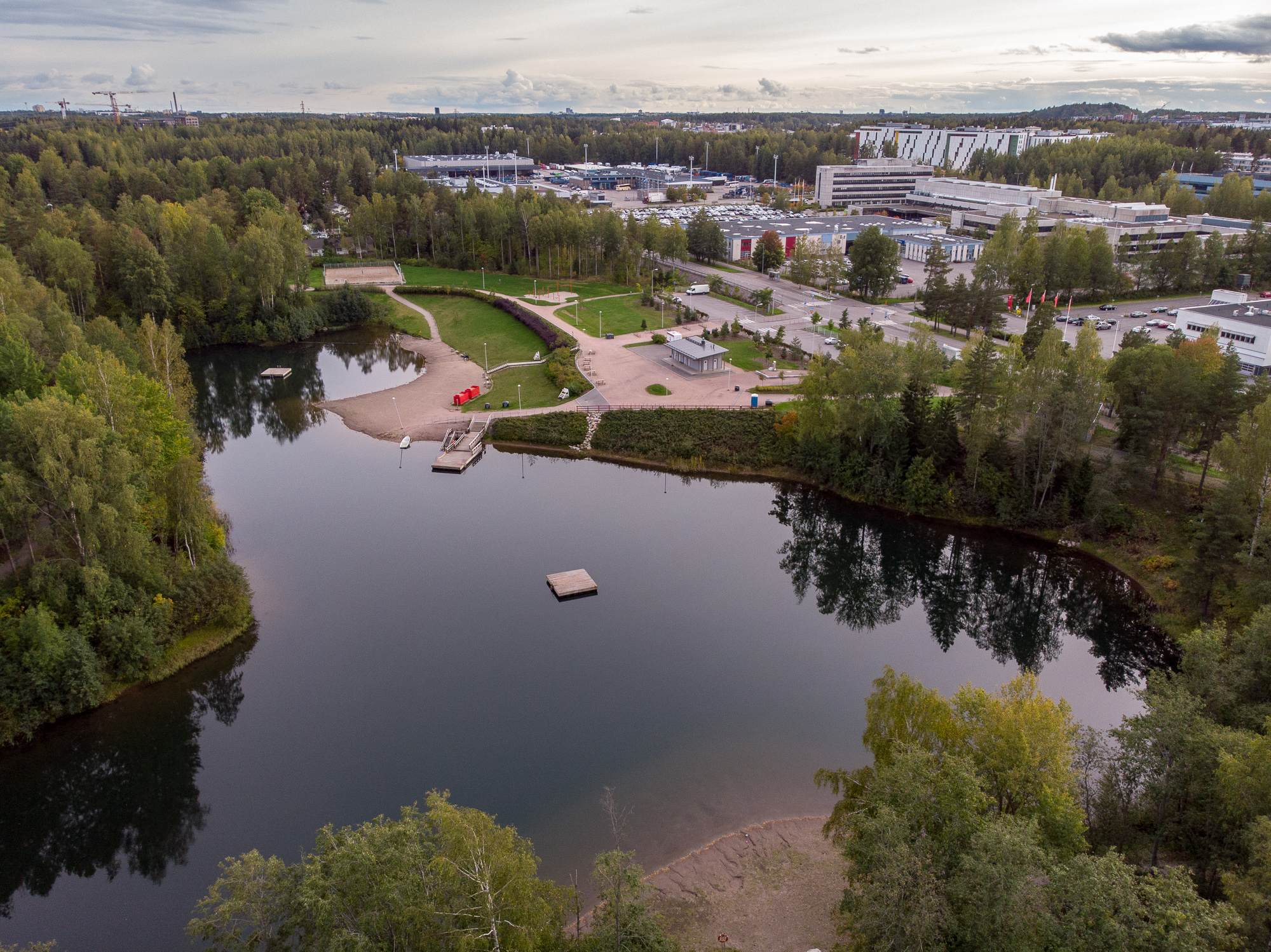
Plage de Vetokannas.
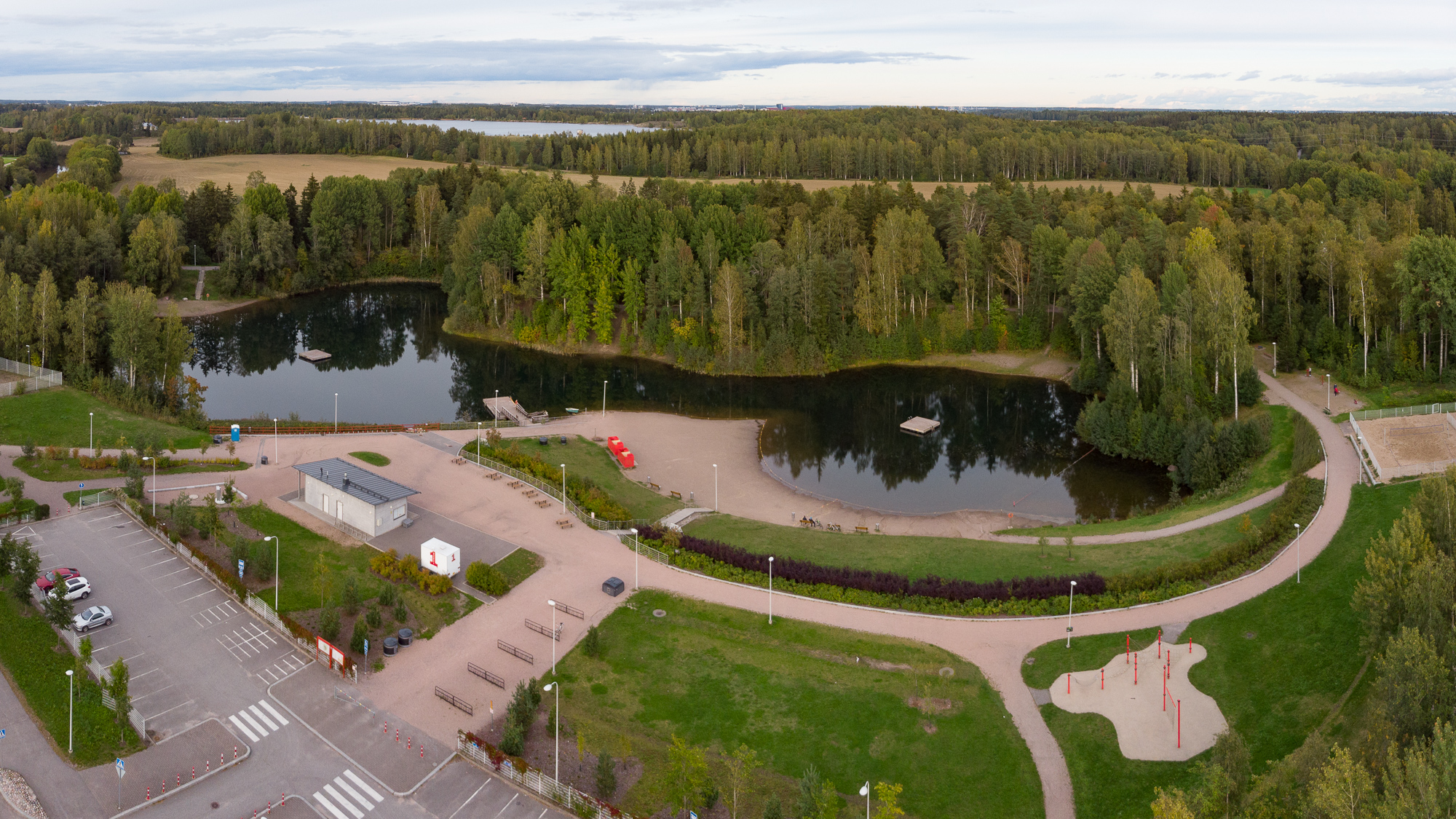
Plage de Vetokannas.
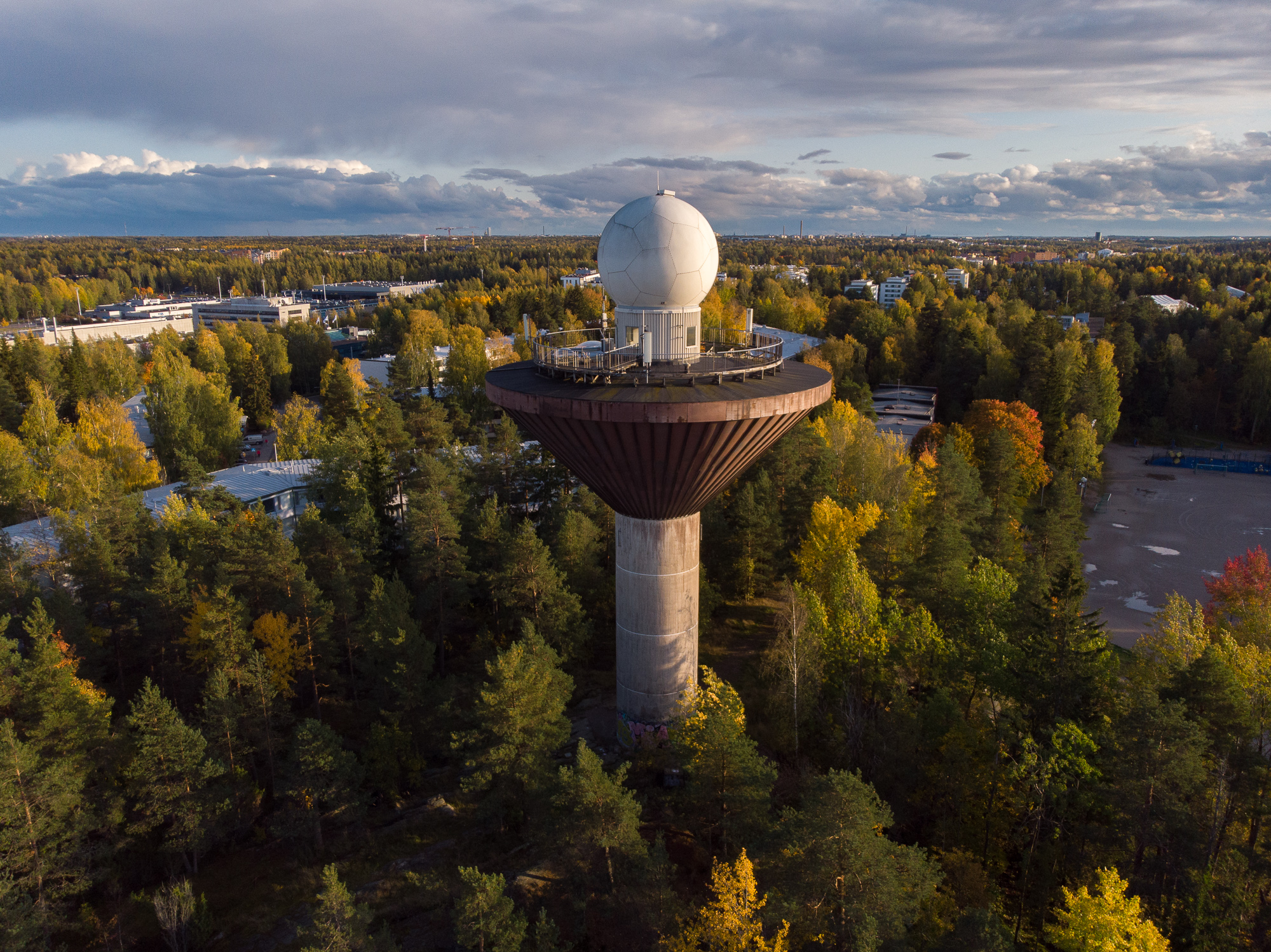
Chateau d'eau de Kaivoksela.